# Roaring Cliffs
Die Roaring Cliffs (englisch für Brausende Klippen) sind hohe und markante Felsenkliffs in der antarktischen Ross Dependency. Im Königin-Maud-Gebirge ragen sie unmittelbar nördlich des Kutschin Peak an der Westseite des Nilsen-Plateaus auf.
William Long, Geologe einer Mannschaft, die zwischen 1963 und 1964 im Rahmen des United States Antarctic Research Program in diesem Gebiet tätig war, schlug die Benennung vor. Namensgebend sind die Geräusche, die bei entsprechendem Wind von den Kliffs ausgehen, im windgeschützten Tal unterhalb der Kliffs zu hören sind und an einen heranfahrenden Zug erinnern.